# Onthophagus leucopygus
Onthophagus leucopygus là một loài bọ cánh cứng trong họ Bọ hung (Scarabaeidae).